# Cybocephalus aurocupreus
Cybocephalus aurocupreus is een keversoort uit de familie Cybocephalidae. De wetenschappelijke naam van de soort is voor het eerst geldig gepubliceerd in 1900 door Reitter.